# Stanislav Zámečník
Stanislav Zámečník (* 12. November 1922 in Nivnice, Mähren; † 22. Juni 2011 in Prag) war ein tschechischer  Historiker, KZ-Überlebender und Zeitzeuge des Nationalsozialismus.

## Leben
Beim Einmarsch der Nationalsozialisten wurde Zámečník von deutschen Truppen verhaftet. Nach der Inhaftierung in mehreren Gefängnissen deportierten ihn die Besatzer im Februar 1941 in das KZ Dachau. Ab Herbst 1941 arbeitete er als Pfleger im Krankenrevier des Lagers. Nach vierjähriger Haft erlebte er die Befreiung des Konzentrationslagers Dachau und kehrte in seine Heimat zurück.
Er studierte Geschichte an der Prager Karls-Universität. Ab 1960 war er am Militärhistorischen Institut und forschte er über die Geschichte des tschechischen Widerstandes sowie über die Geschichte des Konzentrationslagers Dachau.
Nach dem Einmarsch der Warschauer-Pakt-Staaten in die ČSSR im August 1968 verlor er seinen Arbeitsplatz und durfte seinen Beruf nicht weiter ausführen. Nach politischen Veränderungen im Jahr 1989 konnte er die geschichtliche Forschung wieder ungehindert fortsetzen. Als Mitglied des wissenschaftlichen Fachbeirats arbeitete er an der Neukonzeption der Gedenkstätte Dachau mit. Im Auftrag des Comité International de Dachau erstellte er die erste literarische Gesamtdarstellung über das KZ Dachau.
2011 wurde Zámečník postum mit dem Dachau-Preis für Zivilcourage ausgezeichnet.

## Werke
- Das war Dachau (= Fischer-Taschenbuch 17228: Die Zeit des Nationalsozialismus). Frankfurt am Main 2007, ISBN 978-3-596-17228-3 (Originaltitel: To bylo Dachau. Übersetzt von Peter Heumos und Gitta Grossmann, Erstausgabe:  2002).
  - To bylo Dachau. Paseka, Prag 2003, ISBN 80-7185-536-7, ins Französisch übersetzt von Sylvie Graffard: C’était ça, Dachau. 1933–1945. Fondation Internationale de Dachau, Bruxelles / Paris 2013, ISBN 978-2-7491-3080-4.
- Český odboj a národní povstání v květnu 1945. Naše vojsko, Prag 2006, ISBN 80-206-0812-5 (tschechisch).
- Za hranicí lidskosti: lékařské experimenty a otrocká práce v nacistických koncentračních táborech. Paseka, Prag / Litomyšl 2010, ISBN 978-80-7432-034-7.